# 新垈信号所
新垈信号所（シンデしんごうじょ）は大韓民国京畿道平沢市にある韓国鉄道公社（KORAIL）の信号所。

## 接続する鉄道路線
韓国鉄道公社　
平沢線（貨物線）

## 沿革
- 2015年2月24日 信号所として開業[1]。

## 隣の駅
韓国鉄道公社
平沢三角線
新垈信号所 - 平沢芝制駅
平沢連結線
新垈信号所 - 平沢駅